# 留守郡宗
留守 郡宗（るす くにむね）は、室町時代後期から戦国時代にかけての武将。留守氏15代（一説に14代）当主。

## 略歴
伊達氏11代当主・伊達持宗の五男として誕生。母は持宗正室の憲徳院。
留守氏13代当主・留守持家とその実子・満家が家督をめぐって抗争すると、伊達氏の後援を期待した留守家から後継ぎとして迎えられ、当主となった。
明応4年10月5日（1495年10月22日）、岩切城で死去。跡を養子・景宗が継いだ。